# Saepiseuthes obliquatus
Saepiseuthes obliquatus är en skalbaggsart som först beskrevs av Leon Fairmaire och Germain 1859.  Saepiseuthes obliquatus ingår i släktet Saepiseuthes och familjen långhorningar. Inga underarter finns listade i Catalogue of Life.